# Luskhan
Luskhan es un género extinto de plesiosaurio pliosáurido. Su especie tipo y única conocida es Luskhan itilensis Fischer et al. 2017.

## Descripción

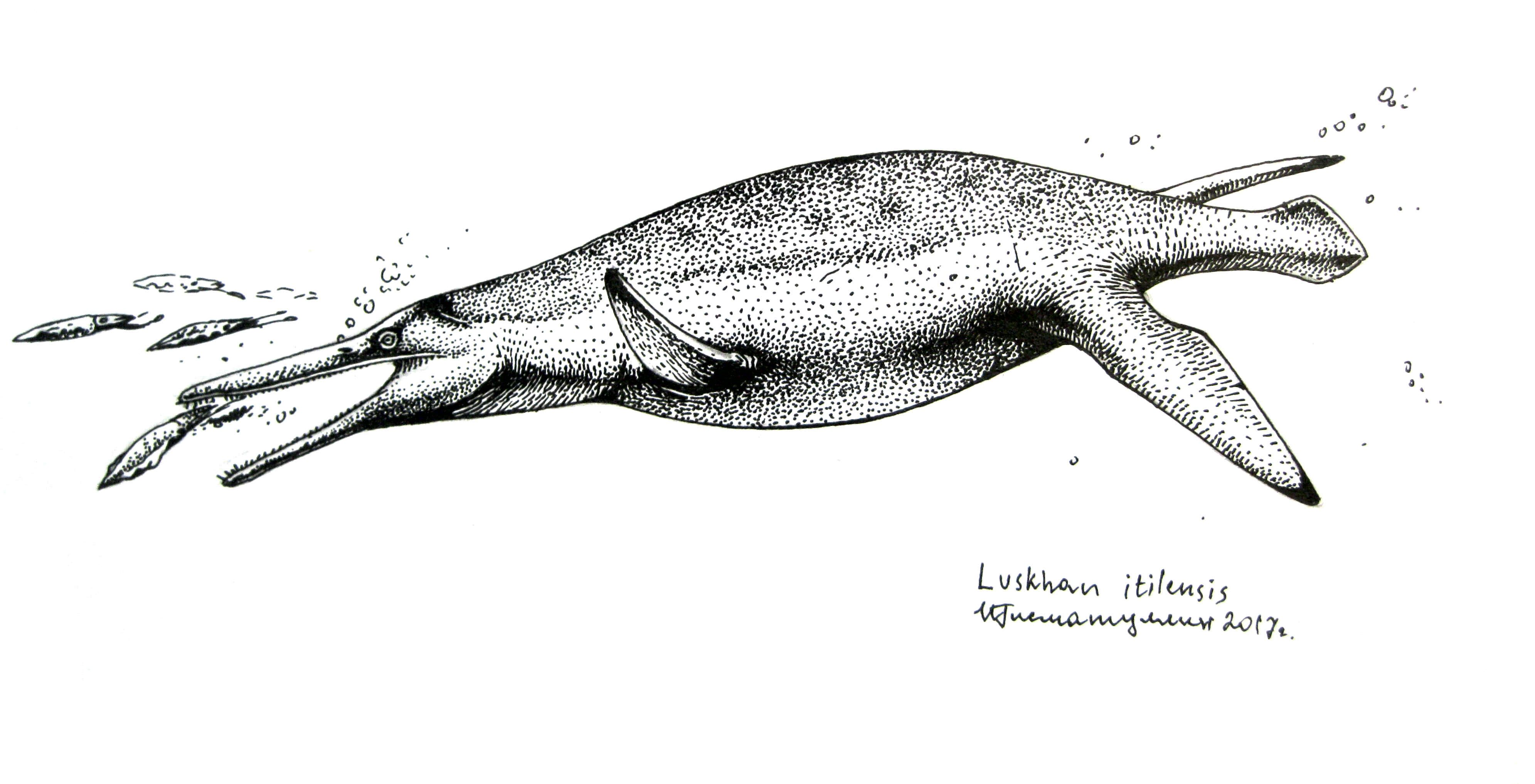
Recreación en vida.

Luskhan itilensis es conocido a partir de un esqueleto fosilizado casi completo encontrado cerca del río Volga en la Rusia europea. Este esqueleto mide 6.5 metros de longitud. Al final de su cuello relativamente corto, surgía su cráneo alargado con un hocico estrecho, con una mandíbula que alcanzaba 1.6 metros de largo. Este fósil data de la época del Hauteriviense del Cretácico Inferior, hace unos 130 millones de años.
De los rasgos que distinguen a Luskhan de otros pliosáuridos, se destacan los siguientes:
- Siete dientes premaxilares, el primero de los cuales es procumbente y casi horizontal
- El espacio entre el primer y el segundo alvéolo premaxilar es ancho y muy protuberante
- La sutura entre los huesos escamosal y cuadrado se expande posteriormente en un proceso rugoso en forma de gancho en el escamosal.[1]

Muchas de las características de Luskhan muestran que sus ancestros divergieron tempranamente de los otros pliosáuridos bracauqueninos, seguramente a principios del período Cretácico. Hay otros rasgos que hacen a Luskhan inusualmente especializado para este clado. El rostro estrecho recuerda al de los policotílidos tales como Dolichorhynchops, los cuales aunque también eran plesiosaurios estaban distantemente relacionados, compartiendo su último ancestro común con pliosáuridos como Luskhan hace cerca de 200 millones de años. Este rasgo, junto con una larga sínfisis mandibular, y la presencia de dientes isodontos más pequeños, implican que tenía una dieta de presas de cuerpo blando tales como peces y calamares, en lugar de las presas más grandes consumidas por otros talasofoneos. Aunque el parecido con los policotílidos se extiende al cráneo y dientes, el esqueleto axial y las aletas siguen siendo como las de otros pliosáuridos talasofoneos. Luskhan muestra que los pliosáuridos fueron más ecológicamente diversos en el Cretácico de lo que se había supuesto anteriormente, y que los pliosáuridos que comían grandes presas evolucionaron hacia dietas de presas de tamaño mediano varias veces en su historia.

## Descubrimiento y denominación
El espécimen holotipo, catalogado como YKM 68344/1_262, fue hallado por Gleb N. Uspensky. El nombre del género, Luskhan proviene de luus, un espíritu y amo del agua de las leyendas turcas y mongoles, y khan, que significa jefe. Itil es el nombre antiguo turco para el río Volga, del que proviene el nombre de la especie itilensis, que significa "del Volga".

## Clasificación
El siguiente cladograma se basa en el análisis publicado por Fischer et al., 2017. Este árbol solo muestra en su mayor parte a los géneros, y es un árbol de consenso reducido.